# Spandau20
Das Label Spandau20 wurde 2019 vom DJ- und Produzentenduo FJAAK gegründet, mit dem Fokus darauf, die Arbeiten ihrer langjährigen Freunde und Familienmitglieder zu veröffentlichen.
Künstlerinnen & Künstler wie Elli Acula, J.Manuel, Claus Schöning, Nikk, Dajusch, Rifts und Fadi Mohem sind langjährige Mitglieder des Teams, aber das gesamte Roster umfasst mehr als nur Musikkünstler, da Anna Z. & Framework Visuals auch im Bereich der visuellen Kunst tätig sind.
Das Label wurde nach dem Berliner Außenbezirk Spandau benannt, in dem FJAAK und die meisten Kernmitglieder des Kollektivs aufgewachsen sind.
In den letzten Jahren waren auf Spandau20 sowohl altgediente Acts als auch Newcomer zu hören, darunter Miss Kittin, Steffi, Norman Nodge und Tobi Neumann sowie musikalische Debüts von Elli Acula und anderen.
Weitere Merkmale sind die berüchtigten Partys des Labels, bei denen eine Vielzahl von befreundeten Künstlern im Berliner Club "OHM" (Teil des Tresor) auftritt, ohne jemals ein komplettes Line-Up zu verraten, internationale Label-Showcases mit dem Kernteam des Labels und die aufwendig kuratierte Mixtape-Reihe, bei der wöchentlich ein neuer Mix von befreundeten Künstlern oder DJs veröffentlicht wird, zu denen man schon lange aufgeschaut hat.
Spandau20 ist auch eines der ersten Labels elektronischer Musik, das sich mit NFTs beschäftigt und eine Reihe von audiovisuellen Token zusammen mit den Locked Groove-Platten der Katalognummer X02 veröffentlicht hat.